# The American Conservative
The American Conservative (рус. Американский консерватор, сокращённо TAC) — журнал, основанный в 2002 году и издаваемый Американским институтом идей. Первоначально он публиковался два раза в месяц, в августе 2009 г. выпуск был сокращен до ежемесячной публикации, а с февраля 2013 г. — он выпускается раз в два месяца.
Журнал постулирует, что он существует для продвижения консерватизма, противостоящего бесконтрольной власти как в правительстве, так и в бизнесе; способствовать процветанию семей и сообществ США через развитие динамичных рынков и способствованию свободе людей; принять реализм и сдержанность во внешней политике, основанных на национальных интересах США. Такие взгляды иначе известны как палеоконсерватизм.

## История
The American Conservative был основан Патом Бьюкененом, Скоттом МакКоннеллом и Таки Теодоракопулосом в 2002 году в качестве противовеса войне в Ираке. 
МакКоннелл был первым редактором журнала, после него руководить выпусками стала управляющий редактор Кара Хопкинс. 
Перед промежуточными выборами 2006 года The American Conservative призывал своих читателей голосовать за демократов : «Немногих читателей должно удивить, что мы думаем, что голосование, которое рассматривается — в Америке и во всем мире — как решительное „против“ против президентства Буша — лучший исход».
С 2007 года Бьюкенен и Таки перестали участвовать в редакционной деятельности The American Conservative, хотя Бьюкенен продолжает вести тематические колонки в журнале. Рон Унз был назначен издателем в 2007 году. В 2011 году издателем журнала стал Вик Эллисон, а в 2013 году его издателем стал Джон Бэзил Атли, до его смерти в 2020 году.
В 2010 году Дэниел Маккарти сменил Хопкинса на посту редактора. В сентябре 2011 года журнал представил редакционный редизайн своего печатного издания, а в мае 2012 года редизайн своего веб-сайта. В октябре 2014 года Бенджамин Шварц, бывший национальный и литературный редактор The Atlantic, был назначен национальным редактором журнала.
В ноябре 2016 года Роберт В. Мерри сменил Маккарти на посту редактора, а Льюис МакКрари и Келли Бокар Влахос стали исполнительными редакторами. После выхода Мерри на пенсию в июле 2018 года редактором был назначен У. Джеймс Антл III.
В апреле 2020 года Джонни Бартка, исполнительный директор и исполняющий обязанности редактора The American Conservative, заявил, что цели издания состоят в том, чтобы «стать Атлантикой правых», и сказал, что просмотры его онлайн-страниц «значительно выросли» при администрации Трампа.

## Восприятие в обществе
В 2009 году Рейхан Салам, редактор National Review, написал, что журнал «приобрёл преданных поклонников как резкий критик консервативного мейнстрима».
В 2012 году Дэвид Брукс, обозреватель The New York Times, назвал The American Conservative «одной из наиболее динамичных точек на политической карте» и сказал, что его «авторы, такие как Род Дреер и Дэниел Ларисон, склонны с подозрением относиться к крупным игрокам: крупные корпорации, большое правительство, большая армия, концентрированная власть и концентрированное богатство».

## Авторы журнала
Список авторов The American Conservative включает: Эндрю Басевич, Дуг Бандоу, Пэт Бьюкенен, Эндрю Кокберн, Род Дреер, Пол Готфрид, Леон Хадар, Джош Хоули, Питер Хитченс, Сэмюэл П. Хантингтон, Джеймс Курт, Кристофер Лейн, Майкл Линд, Уильям С. Линд, Джон Миршеймер, Рэнд Пол, Марк Перри, Стив Сайлер, Пол В. Шредер, Роджер Скратон и Джим Уэбб . 